# Nonstop
Nonstop es una banda femenina portuguesa, formado con las ganadoras del programa televisivo Popstars, emitido en la SIC en 2001. El grupo original estaba formado por Andrea, Kátia, Fátima, Liliana y Rita, habiendo Fátima abandonado el proyecto en 2002.
Las Nonstop lanzaron dos álbumes, Nonstop, en 2001, que alcanzó el disco de oro, y Tudo Vai Mudar, en 2004. El grupo no volvió a lanzar material original aunque siguió actuando en conciertos. Su última gran actuación pública ocurrió en el Festival de la Canción de Eurovisión 2006 con el tema "Coisas de Nada", tras haber ganado en el Festival RTP da Canção. En el Festival de Eurovisión, celebrado en Atenas, las Nonstop no pasaron a la final, clasificándose en la semifinal en el 19º lugar con 26 puntos. Ese mismo año ganaron el Premio Barbara Dex a las concursantes de Eurovisión "peor vestidas" del año.
A partir de 2007, varias de las integrantes de las Nonstop comenzaron a aparecer en solitario como colaboradoras en varios proyectos. Liliana fue invitada a participar en el álbum Deixa Ferver de Gutto (exmiembro de los Black Company), en tanto Kátia grabó, junto a otros artistas, el "Hino dos 50 anos da RTP". En 2009, Andrea e Liliana participaron en dos proyectos separados de música house, la primera como vocalista de "Selfish Love" de DJ Pedro Cazanova y la segunda en el sencillo "Ibiza for Dreams" de DJ Diego Miranda. En 2010, Liliana volvió a trabajar con DJ Diego Miranda, que se unió a DJ Villanova, en "Just Fly".

## Discografía
- Nonstop (2001)
- Tudo Vai Mudar (2004)